# Odojewski (Adelsgeschlecht)

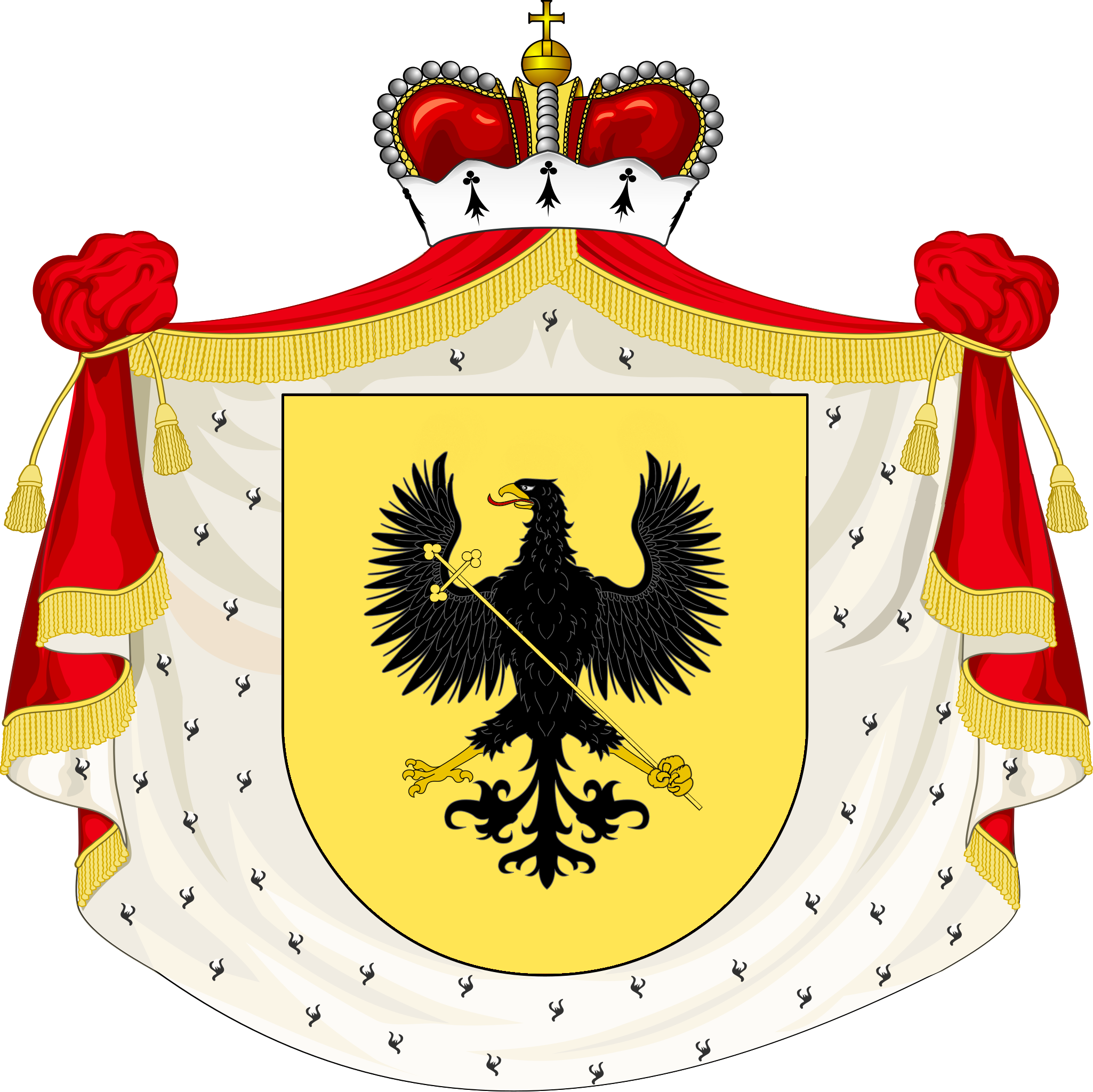
Familienwappen

Odojewski (russisch Одо́евские) war der Name eines alten rurikidischen Fürstengeschlechtes, das dem Hochadel angehörte und 1869 im Mannesstamm erlosch.

## Geschichte
Das Geschlecht stammt der Überlieferung nach vom russischen Reichsgründer Rjurik ab. Der Stammvater war der heilige Michael von Tschernigow. Er war der einzige heute bekannte Sohn des späteren Kiewer Großfürsten Wsewolod IV. und von Anastasia, einer Tochter des polnischen Herzogs Kasimir II. Von seinem Vater erhielt er 1206 das Fürstentum Perejaslawl. Bei der mongolischen Invasion widersetzte er sich 1240 der Belagerung von Kiew. Sein dritter Sohn Simeon führte nach seinen Besitzungen den Namen Gluchowski und Nowassilski. Auf seinen fünften Sohn Juri führt sich das spätere Fürstenhaus Obolenski zurück. Der Sohn Simeons, Fürst Roman siedelte von Nowossil nach Odojew über. Seine Nachkommen nannten sich nach der Apanage Odojewski. Der Ort wurde erstmals im 14. Jahrhundert als Zentrum eines gleichnamigen Lokalfürstentumes erwähnt, das infolge des Zerfalls des Fürstentums Tschernigow entstanden war. 1407 kam es unter die Oberhoheit des Großfürstentums Litauen, nach dem Russisch-Litauischen Krieg 1487–1494 endgültig zum Großfürstentum Moskau. Mitte des 16. Jahrhunderts hörte das Fürstentum Odojew als relativ eigenständige Einheit auf zu existieren. 1798 wurden das russische Wappen und der Fürstenstand bestätigt. In der Schlacht von Brienne in Frankreich am 29. Januar 1814 fiel Ivan Ivanovich Odoevsky der in den Reihen der Pavlogradskii Hussars kämpfte. Sein Prachtschwert kam in die Hände von Captain Louis Peugnet von der Garde Imperial du Corps, dieses Schwert erlangte wegen seiner Prächtigkeit eine gewisse Berühmtheit.

## Wappen
„Im goldenen Schild ein silbern gekrönter schwarzer Adler, der mit dem linken Fang ein goldenes Kreuz an langem Stiel vor sich hält“.

## Angehörige
- Ivan Ivanovich Odoevsky  (-1814) russischer Kriegsheld
- Alexander Iwanowitsch Odojewski (1802–1839), russischer Schriftsteller
- Wladimir Fjodorowitsch Odojewski (1803–1869), russischer Schriftsteller

## Abkömmlinge
- Nikolai Nikolajewitsch Odojewski-Maslow (1849–1919), General der russischen Armee